# Henry Wadsworth Longfellow
Henry Wadsworth Longfellow (født 27. februar 1807 i Portland, Maine, død 24. marts 1882 i Cambridge, Massachusetts) var en amerikansk nationalromantisk digter, hvis værker inkluderer Paul Revere's Ride, Evangeline (1847) og Hiawathas sang (1855). Han var også den første amerikaner, der oversatte Dante Alighieris Den guddommelige komedie, og var en af de fem medlemmer af gruppen Fireside Poets.

## Liv og virke
Longfellow læste jura, medicin og teologi og dimitteredes fra Bowdoin College i 1825. Efterfølgende tog han et studieophold i Europa frem til 1829, hvilket var en betingelse for kunne blive professor i fremmedsprog ved Bowdoin College. Her fungerede han desuden som bibliotekar. I løbet af sin tid ved Bowdoin skrev han tekstbøger i fransk, italiensk og spansk. Han blev i 1834 tilbudt et professorat i fransk og spansk ved Harvard University under forudsætning af at han tilbragte et år eller mere i Europa for at forbedre sine tyskkundskaber.
Som professor ved Harvard begyndte han at udgive sine digte, bl.a. Voices of the Night i 1839 og digtsamlingen Ballads and Other Poems fra 1841, hvori et af hans mest berømte digte, "Landsbyens smed" (The Village Blacksmith) indgik. Særligt kendt blev han for sine lange fortællende digte om historie og amerikanske legender. Hiawathas sang blev et nationalklenodie, der blev optrykt i 30.000 eksemplarer. Det nåede tilmed langt ud over USA's grænser. Digtet udkom på dansk i 1860.
På en varm julidag, da hans kone Fanny forseglede sin datters hårlok i en konvolut, blev hendes krinolinekjole antændt. Longfellow prøvede fortvivlet at få branden slukket, men blev selv kraftig forbrændt, mens Fanny døde den følgende dag, 10. juli 1861. Longfellow var knust over hendes død og kom aldrig over det. Atten år efter hendes død skrev han sonetten The Cross of Snow (1879):
Such is the cross I wear upon my breast
these eighteen years, through all the changing scenes
and seasons, changeless since the day she died.
Longfellow blev den første amerikanske digter, der fik en mindebuste i Poets' Corner (= Digterhjørnet) i Westminster Abbey i London. Hans bolig i Cambridge har i dag status af nationalt kulturminde.

## "Dagen er endt"
Dagen er endt, og mørket
falder som vingeslag,
let som en fjer der viftes
mod jord af en ørn i jag.
Det blinker af lys i regnen
fra landsbyen ved min fod.
Jeg føler mig fyldt af et vemod,
jeg ikke kan stå imod.
Et vemod, et savn, en længsel
som ikke bar smertens tegn,
som bare minder om sorgen
som tåge minder om regn.
Kom, læs lidt. Lad mig nu høre
et hjertefølt, enkelt digt,
som jager hvert savn, jeg føler,
hver tanke på plan og pligt.
Ikke fra gamle mestre,
ikke den mægtige skjald,
hvis fjerne skridt giver genlyd
ned gennem tidens hal.
Giv mig en mindre digter,
hvis sang fra hans hjerte brød,
som regnen fra sommerskyer,
som tårer fra en i nød.
(...)
Og natten skal fyldes af toner,
mens det, som gør dagen sort,
skal ta' sine telte som ørknens børn
og liste sig tavse bort.
Oversættelse af Thorvald Thorgersen